# Harelbeke
Harelbeke je belgické město s 28 158 obyvateli (k 1. lednu 2019) v provincii Západní Flandry. Na jihu přímo hraničí s městem Kortrijk. K městu náleží také městské části Bavikhove a Hulste.

## Doprava
Harelbeke má regionální vlakové nádraží na železniční trati Lille–Kortrijk–Harelbeke–Gent.

## Pamětihodnosti
- kostel svatého Salvátora z 18. století
- stará nádražní budova
- Anglický vojenský hřbitov
- Muzeum dýmek a tabáku

Městská část Hulste
- různé staré farmy

### Harelbeke – Nový britský hřbitov
Tento hřbitov se nachází nedaleko centra města Harelbeke a byl navržen Willianem Harrisonem Cowlishawem. Nachází se zde hroby 1126 vojáků z Commonwealthu, kteří zahynuli během první světové války (1055 ze Spojeného království, 26 z Kanady, 7 z Austrálie, 4 z Jižní Afriky a 3 z Newfoundlandu). Je zde taky pohřbeno 10 britských vojáků, kteří zahynuli během druhé světové války.

## Osobnosti města
- Andreas Pevernage (1542/1543–1591) – skladatel pozdní renesance
- Jacobus Vaet (1529–1567) – renesanční skladatel, pravděpodobně narozen v Harelbeke
- Peter Benoit (1834–1901) – skladatel
- Jan Bucquoy (* 1945) – anarchista a filmový režisér
- Wim Opbrouck (* 1969) – herec a zpěvák

## Partnerská města
- Kinheim, Německo
- Eenhana, Namibie
- Frýdek-Místek, Česko